# Strictly Personal
Strictly Personal je druhé studiové album amerického hudebníka Captaina Beefhearta a jeho skupiny Magic Band, poprvé vydané v říjnu 1968 společností Blue Thumb Records. Šlo o vůbec první album, které toto vydavatelství vydalo. Nahráno bylo od dubna do května 1968 ve studiu Sunset Sound Recorders v Hollywoodu a produkoval jej Bob Krasnow, zakladatel Blue Thumb Records.

## Seznam skladeb
Všechny skladby napsal Don Van Vliet.
| Strana 1 | Strana 1                     | Strana 1 |
| Pořadí   | Název                        | Délka    |
| -------- | ---------------------------- | -------- |
| 1.       | Ah Feel Like Ahcid           | 3:05     |
| 2.       | Safe as Milk                 | 5:27     |
| 3.       | Trust Us                     | 8:09     |
| 4.       | Son of Mirror Man – Mere Man | 5:20     |

| Strana 2       | Strana 2                        | Strana 2 |
| Pořadí         | Název                           | Délka    |
| -------------- | ------------------------------- | -------- |
| 5.             | On Tomorrow                     | 3:27     |
| 6.             | Beatle Bones 'n' Smokin' Stones | 3:18     |
| 7.             | Gimme Dat Harp Boy              | 5:05     |
| 8.             | Kandy Korn                      | 5:06     |
| Celková délka: | Celková délka:                  | 38:54    |

## Sestava
- Don Van Vliet – zpěv, harmonika
- Alex St. Clair – kytara
- Jeff Cotton – kytara
- Jerry Handley – basová kytara
- John French – bicí